# Kissing Cup's Race (film fra 1920)
Kissing Cup's Race er en britisk stumfilm fra 1920 af Walter West.

## Medvirkende
- Violet Hopson som Constance Medley
- Gregory Scott som Lord Hilhoxton
- Clive Brook som Lord Rattlington
- Arthur Walcott som John Wood
- Philip Hewland som Vereker
- Adeline Hayden Coffin som Lady Corrington
- Joe Plant som Bob Doon